# Birkengang

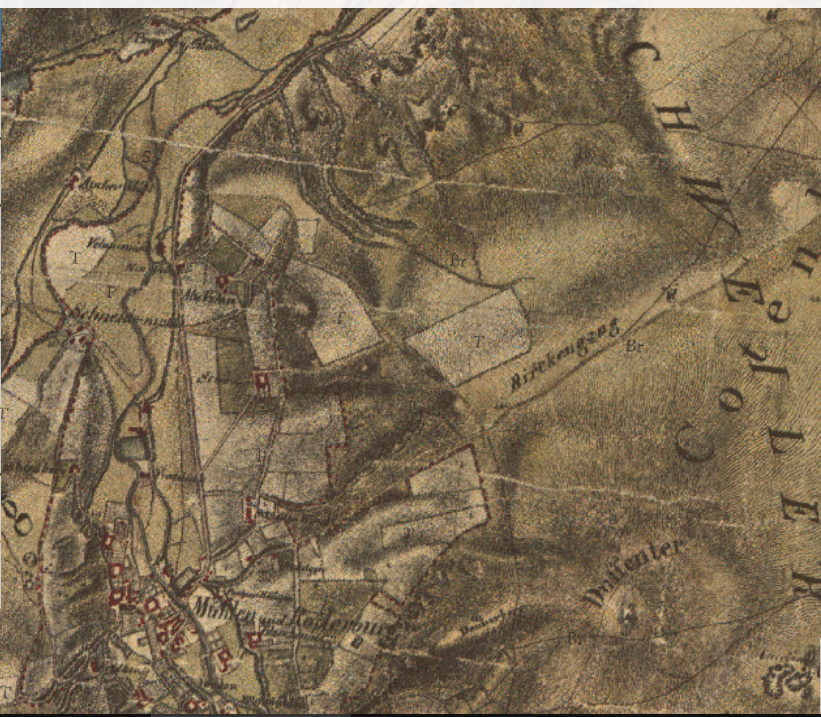
Birkengang

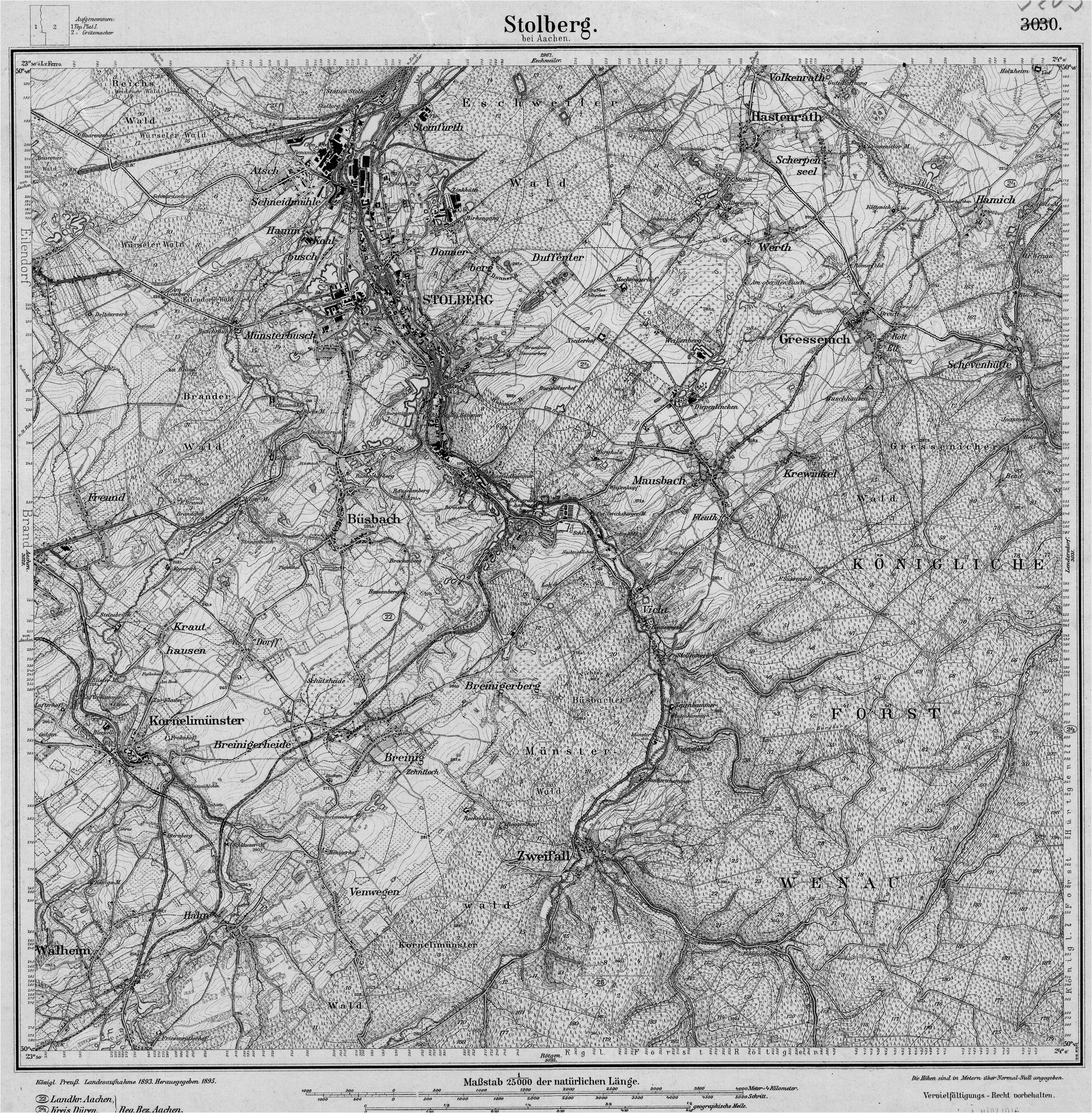
Lage Birkengang ca. im Centrum der Karte ersichtlich

Birkengang ist ein Teil des Stolberger Stadtteils Donnerberg und liegt im westlichen Teil vom Donnerberg und östlich von Steinfurt/Velau. Die Höhe beträgt 238,0 m ü. NN. Hier liegen die Familienbildungsstätte Helene-Weber-Haus und die Kogelshäuser-Hauptschule.

## Geschichte und Namensherkunft
Das Gebiet Birkengang gehörte wie Donnerberg spätestens seit dem 18. Jahrhundert zu Eschweiler. Am 1. Januar 1935 wurde Birkengang zusammen mit Donnerberg, Duffenter, Steinfurt, Steinbachshochwald, Velau und dem Stolberger Hauptbahnhof von Eschweiler nach Stolberg ausgemeindet.
Der Name kommt vom Gang durch die Birkenbestände als typischer Aufwuchs auf den mageren Böden auf dem Gelände der ehemaligen Eschweiler Grube Birkengang (1803–1883). An den Bergbau erinnert noch der Straßenname Am Göpelschacht in der Donnerberger Siedlung. Die Birkengangstraße setzt sich bis Eschweiler fort, wo sie bis 1982 Birkenstraße hieß. Die in der Grube geförderte Steinkohle deckte anfangs den Energiebedarf der Eschweiler Zinkhütte Birkengang (1845–1926). Die Räumschlackenhalde Birkengang wurde mit Landeszuschüssen von der Stadt Stolberg von 1987 bis 1992 für 2,28 Mio. DM rekultiviert.

## Verkehr
Die AVV-Buslinien 12, 42 und 48 der ASEAG verbinden die Haltestelle Birkengang mit Donnerberg, Duffenter, Stolberg-Mitte, Aachen, Pumpe-Stich und Eschweiler.
| Linie | Verlauf |
| ----- | --- |
| 12    | Campus Melaten – Hörn – Muffet – Elisenbrunnen – Aachen Bushof – Kaiserplatz – Josefskirche – Kennedypark – Geschwister-Scholl-Gymnasium – Eilendorf – Münsterbusch – Zinkhütter Hof – Stolberg Mühlener Bf (– Birkengang – Am Sender – Donnerberg Höhenstraße)                            |
| 42    | (Schevenhütte →) Gressenich Kapelle – Krewinkel – Mausbach – Fleuth – / (Zweifall – Münsterau –) Vicht – Breinigerberg – Breinig – Dorff – Büsbach – Liester – Münsterbusch – Zinkhütter Hof – Stolberg Mühlener Bf – (Velau – Stolberg Hbf) / (Birkengang – Stolberg Hans-Böckler-Straße) |
| 48    | Stolberg Mühlener Bf – Birkengang – Donnerberg – Donnerberg Kaserne – Eschweiler Stadtwald – Waldsiedlung – Pumpe-Stich – Eschweiler Hbf – Röthgen – Odilienstraße – Krankenhaus – Eschweiler Bushof – Vöckelsberg                                                                         |

Die nächsten Bahnhöfe sind Stolberg Mühlener Bf und Stolberg Hbf. Der nächste Autobahnanschluss ist Eschweiler-West auf der A 4.